# Liste de composés organiques C8
| Liste de composés organiques                                                                     |
| C 2 C3 C4 C5 C6 C7 C8 C9 C10 C11 C12 C13 C14 C15 C16 C17 C18 C19 C20 C21 C22 C23 C24 C25 C26 C27 |

| Formule chimique | Nom                                               | Numéro CAS  |
| ---------------- | ------------------------------------------------- | ----------- |
| C8Cl4N2          | chlorothalonil                                    | 1897-45-6   |
| C8H2Cl4N2        | chlorquinox                                       | 3495-42-9   |
| C8H2Cl4O2        | phthalide                                         | 27355-22-2  |
| C8H2Cl4O4        | chlorthal                                         | 2136-79-0   |
| C8H3Cl2F3N2      | chlorflurazole                                    | 3615-21-2   |
| C8H4Cl3NaO2      | chlorfénac-sodium                                 | 2439-00-1   |
| C8H4Cl3NaO2      | 2,4,5-T-sodium                                    | 13560-99-1  |
| C8H4O3           | anhydride phtalique                               | 85-44-9     |
| C8H5BrCl6        | bromocyclène                                      | 1715-40-8   |
| C8H5Cl2KO3       | dicamba-potassium                                 | 10007-85-9  |
| C8H5Cl2LiO3      | 2,4-D-lithium                                     | 3766-27-6   |
| C8H5Cl2NaO3      | 2,4-D-sodium                                      | 2702-72-9   |
| C8H5Cl2NaO3      | dicamba-sodium                                    | 1982-69-0   |
| C8H5Cl3O2        | chlorfénac                                        | 85-34-7     |
| C8H5Cl3O3        | 2,4,5-T                                           | 93-76-5     |
| C8H5Cl3O3        | vtricamba                                         | 2307-49-5   |
| C8H6ClNOS        | chlobenthiazone                                   | 63755-05-5  |
| C8H5ClN2OS2      | thicyofène                                        | 116170-30-0 |
| C8H6Cl2O         | 2,4-dichloroacétophénone                          | 2234-16-4   |
| C8H6Cl2O3        | dicamba                                           | 1918-00-9   |
| C8H6Cl2O3        | acide 2,4-dichlorophénoxyacétique                 | 94-75-7     |
| C8H6Cl2O3        | 3,4-DA                                            | 588-22-7    |
| C8H6N2OS2        | acibenzolar-S-méthyl                              | 135158-54-2 |
| C8H6N2S3         | oltipraz                                          | 64224-21-1  |
| C8H6O            | benzofurane                                       | 271-89-6    |
| C8H6O            | isobenzofurane                                    | 270-75-7    |
| C8H6O3           | héliotropine                                      | 120-57-0    |
| C8H6O4           | acide isophtalique                                | 121-91-5    |
| C8H6O4           | acide phtalique                                   | 88-99-3     |
| C8H6O4           | acide téréphtalique                               | 100-21-0    |
| C8H6S            | benzothiophène                                    | 95-15-8     |
| C8H7ClO3         | 4-CPA                                             | 122-88-3    |
| C8H7Cl2NO2       | swep                                              | 1918-18-9   |
| C8H7Cl2NO2       | chloramben-méthyle                                | 7286-84-2   |
| C8H7Cl2NaO5S     | disul-sodium                                      | 136-78-7    |
| C8H7Cl3O2        | fentéracol                                        | 2122-77-2   |
| C8H7N            | indole                                            | 120-72-9    |
| C8H7NS           | thiocyanate de benzyle                            | 3012-37-1   |
| C8H7NS           | isothiocyanate de benzyle                         | 622-78-6    |
| C8H7N3O2         | luminol                                           | 521-31-3    |
| C8H8             | cubane                                            | 277-10-1    |
| C8H8             | styrène                                           | 100-42-5    |
| C8H8BrCl2O3PS    | bromophos                                         | 2104-96-3   |
| C8H8Cl2IO3PS     | jodfenphos                                        | 18181-70-9  |
| C8H8Cl2O2        | chloroneb                                         | 2675-77-6   |
| C8H8ClNO2        | méphénate                                         | 2620-53-3   |
| C8H8Cl2O5S       | disul                                             | 149-26-8    |
| C8H8Cl3O3PS      | fenchlorphos                                      | 299-84-3    |
| C8H8HgO2         | benzoate de méthylmercure                         | 3626-13-9   |
| C8H8HgO2         | acétate de phénylmercure                          | 62-38-4     |
| C8H8K2O5         | endothal-dipotassium                              | 2164-07-0   |
| C8H8Na2O5        | endothal-disodium                                 | 129-67-9    |
| C8H8O            | acétophénone                                      | 98-86-2     |
| C8H8O            | oxyde de styrène                                  | 96-09-3     |
| C8H8O            | 3-méthylbenzaldéhyde                              | 620-23-5    |
| C8H8O            | phénylacétaldehyde                                | 122-78-1    |
| C8H8O            | 1,3-dihydroisobenzofurane                         | 496-14-0    |
| C8H8O2           | acide phénylacétique                              | 103-82-2    |
| C8H8O3           | salicylate de méthyle                             | 119-36-8    |
| C8H8O3           | acide mandélique                                  | 90-64-2     |
| C8H8O3           | vanilline                                         | 121-33-5    |
| C8H8O3           | isovanilline                                      | 621-59-0    |
| C8H8O3           | 4-hydroxybenzoate de méthyle                      | 99-76-3     |
| C8H8O4           | acide homogentisique                              | 451-13-8    |
| C8H8O4           | acide orsellinique                                | 480-64-8    |
| C8H8O4           | acide déhydroacétique                             | 520-45-6    |
| C8H9Cl2NO3       | 2,4-D-ammonium                                    | 2307-55-3   |
| C8H9ClNO5PS      | dicapthon                                         | 2463-84-5   |
| C8H9ClNO5PS      | phosnichlor                                       | 5826-76-6   |
| C8H9NO           | acétanilide                                       | 103-84-4    |
| C8H9NO2          | 3-méthoxybenzamide                                | 5813-86-5   |
| C8H9NO2          | métacétamol                                       | 621-42-1    |
| C8H9NO2          | paracétamol                                       | 103-90-2    |
| C8H9O3PS         | dioxabenzofos                                     | 3811-49-2   |
| C8H10            | éthylbenzène                                      | 100-41-4    |
| C8H10            | xylène                                            | 1330-20-7   |
| C8H10            | m-xylène                                          | 108-38-3    |
| C8H10            | o-xylène                                          | 95-47-6     |
| C8H10            | p-xylène                                          | 106-42-3    |
| C8H10Cl2N2O2     | chloramben-méthylammonium                         | 25182-03-0  |
| C8H10Cl2N2O3     | clopyralid-olamine                                | 57754-85-5  |
| C8H10ClN5O3S     | thiaméthoxam                                      | 153719-23-4 |
| C8H10KN2O4S      | asulam-potassium                                  | 14089-43-1  |
| C8H10NO5PS       | parathion méthyl                                  | 298-00-0    |
| C8H10N2NaO4S     | asulam-sodium                                     | 2302-17-2   |
| C8H10N2O4S       | asulame                                           | 3337-71-1   |
| C8H10N3NaO3S     | fénaminosulf                                      | 140-56-7    |
| C8H10N4O2        | caféine                                           | 58-08-2     |
| C8H10N6          | dicyclanil                                        | 112636-83-6 |
| C8H10O           | 2,3-xylénol                                       | 526-75-0    |
| C8H10O           | 2-phényléthanol                                   | 60-12-8     |
| C8H10O           | 4-éthylphénol                                     | 123-07-9    |
| C8H10O5          | endothal                                          | 145-73-3    |
| C8H11BrN2O2      | isocil                                            | 314-42-1    |
| C8H11Cl2NO       | dichlormide                                       | 37764-25-3  |
| C8H11Cl3O6       | chloralose                                        | 15879-93-3  |
| C8H11N           | phényléthylamine                                  | 64-04-0     |
| C8H11NO          | tyramine                                          | 51-67-2     |
| C8H11NO2         | dopamine                                          | 51-61-6     |
| C8H12ClNO        | allidochlore                                      | 93-71-0     |
| C8H12ClN5O2      | proglinazine                                      | 68228-20-6  |
| C8H12NO5PS2      | cythioate                                         | 115-93-5    |
| C8H12N4          | AIBN                                              | 78-67-1     |
| C8H12N4O5        | ribavirine                                        | 36791-04-5  |
| C8H13N2O2P       | diamidafos                                        | 1754-58-1   |
| C8H13N2O3PS      | thionazin                                         | 297-97-2    |
| C8H13N3O3S       | tazimcarb                                         | 40085-57-2  |
| C8H13NS          | méthiopropamine                                   | 801156-47-8 |
| C8H14ClNS2       | sulfallate                                        | 95-06-7     |
| C8H14ClN5        | atrazine                                          | 1912-24-9   |
| C8H14Cl3O5P      | butonate                                          | 126-22-7    |
| C8H14N2O4Pt      | oxaliplatine                                      | 63121-00-6  |
| C8H14N4OS        | métribuzin                                        | 21087-64-9  |
| C8H14O2          | frontaline                                        | 60478-96-8  |
| C8H15NO6         | N-acétylglucosamine                               | 7512-17-6   |
| C8H15N2O4PS3     | athidathion                                       | 19691-80-6  |
| C8H15N3O2        | isocarbamid                                       | 30979-48-7  |
| C8H15N5O         | siméton                                           | 673-04-1    |
| C8H15N5S         | desmétryne                                        | 1014-69-3   |
| C8H15N5S         | simétryne                                         | 1014-70-6   |
| C8H16            | cyclooctane                                       | 292-64-8    |
| C8H16NO3PS2      | méphosfolan                                       | 950-10-7    |
| C8H16NO4PS2      | morphothion                                       | 144-41-2    |
| C8H16NO5P        | dicrotophos                                       | 141-66-2    |
| C8H16NO6P        | méthocrotophos                                    | 25601-84-7  |
| C8H16N2O5        | endothal-diammonium                               | 17439-94-0  |
| C8H16N2OS2       | carbamorph                                        | 31848-11-0  |
| C8H16N3OPS       | morzid                                            | 2168-68-5   |
| C8H16O           | octanal                                           | 124-13-0    |
| C8H16O           | sulcatol                                          | 4630-06-2   |
| C8H16O2          | acide octanoïque                                  | 124-07-2    |
| C8H16O2          | acide valproïque                                  | 99-66-1     |
| C8H16O2          | formiate d'heptyle                                | 112-23-2    |
| C8H16O2          | acétate d'hexyle                                  | 142-92-7    |
| C8H16O2          | propanoate de pentyle                             | 624-54-4    |
| C8H16O2          | butanoate de butyle                               | 109-21-7    |
| C8H16O2          | pentanoate de propyle                             | 141-06-0    |
| C8H16O2          | hexanoate d'éthyle                                | 123-66-0    |
| C8H16O2          | heptanoate de méthyle                             | 106-73-0    |
| C8H16O4          | métaldéhyde                                       | 108-62-3    |
| C8H17NO3S        | félinine                                          | 471-09-0    |
| C8H17NO3S        | acide N-cyclohexyl-2-aminoéthanesulfonique (CHES) | 103-47-9    |
| C8H17N3          | 1-éthyl-3-(3-diméthylaminopropyl)carbodiimide     | 1892-57-5   |
| C8H17O4PS2       | acéthion                                          | 919-54-0    |
| C8H18            | isooctane                                         | 540-84-1    |
| C8H18            | octane                                            | 111-65-9    |
| C8H18N2OS        | prothiocarb                                       | 19622-08-3  |
| C8H18NO4PS2      | vamidothion                                       | 2275-23-2   |
| C8H18O2          | étohexadiol                                       | 94-96-2     |
| C8H18O2          | octane-1,8-diol                                   | 629-41-4    |
| C8H19ClN2OS      | hydrochlorure de prothiocarb                      | 19622-19-6  |
| C8H19O2PS2       | éthoprophos                                       | 13194-48-4  |
| C8H19O2PS3       | disulfoton                                        | 298-04-4    |
| C8H19O3PS2       | déméton                                           | 8065-48-3   |
| C8H19O3PS2       | déméton-O                                         | 298-03-3    |
| C8H19O3PS2       | déméton S                                         | 126-75-0    |
| C8H19O3PS3       | oxydisulfoton                                     | 2497-07-6   |
| C8H20O5P2S2      | sulfotep                                          | 3689-24-5   |
| C8H20O7P2        | TEPP                                              | 107-49-3    |
| C8H20Pb          | tétraéthylplomb                                   | 78-00-2     |
| C8H24N4O3P2      | schradan                                          | 152-16-9    |